# Рождественский козёл

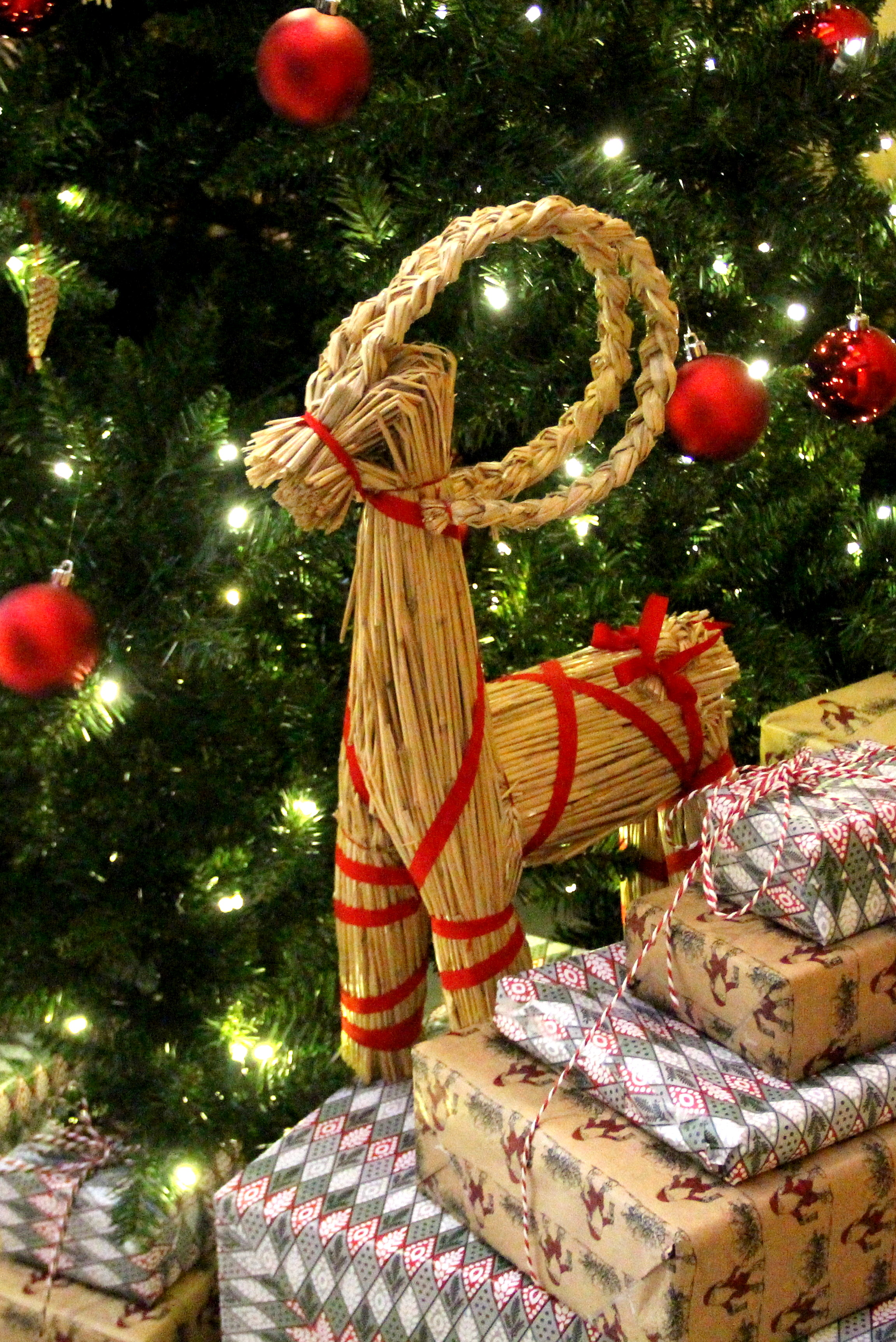
Рождественский козёл из соломы

Рожде́ственский козёл (норв. Julebukk, швед. Julbock) — традиционный рождественский персонаж в Норвегии, Швеции и Финляндии.

В Швеции, Норвегии и Финляндии ранее была традиция Рождества, когда молодые ряженые ходили от фермы к ферме, играли и пели рождественские песни. Одна из групп всегда была одета как козлы, иногда с масками, сделанных из соломы, и в качестве награды за старание над костюмами они получали еду и напитки. В течение XIX века традиция постепенно изменилась: человек, наряженный козлом, стал дарить подарки, а сейчас именем Йоулупукки называют скандинавский аналог Санты-Клауса.

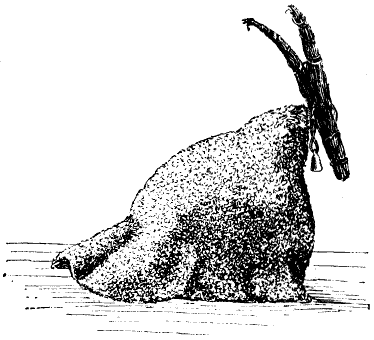
Иллюстрация с изображением рождественского козла начала 1900-х.
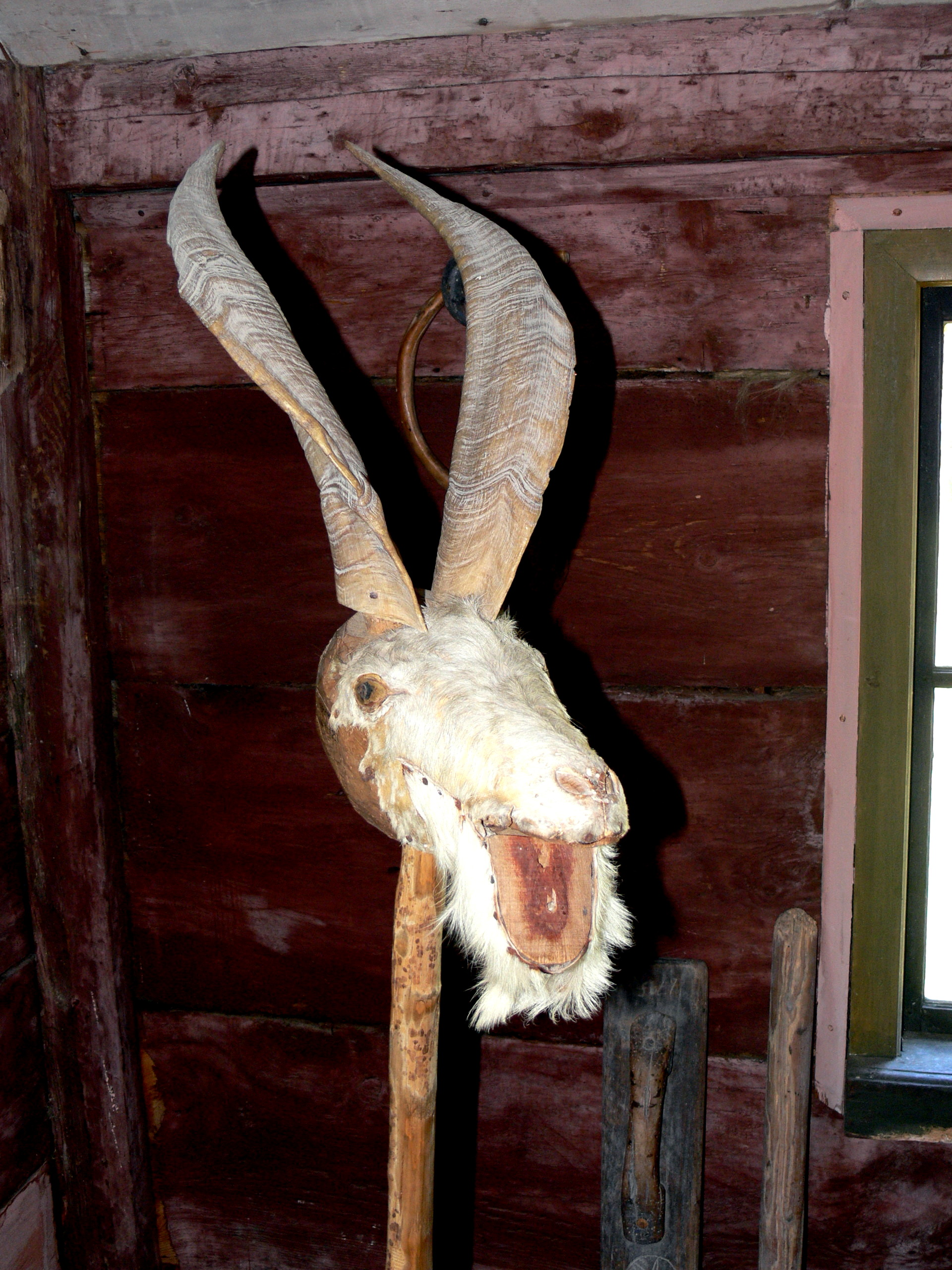
Маска Рождественского козла
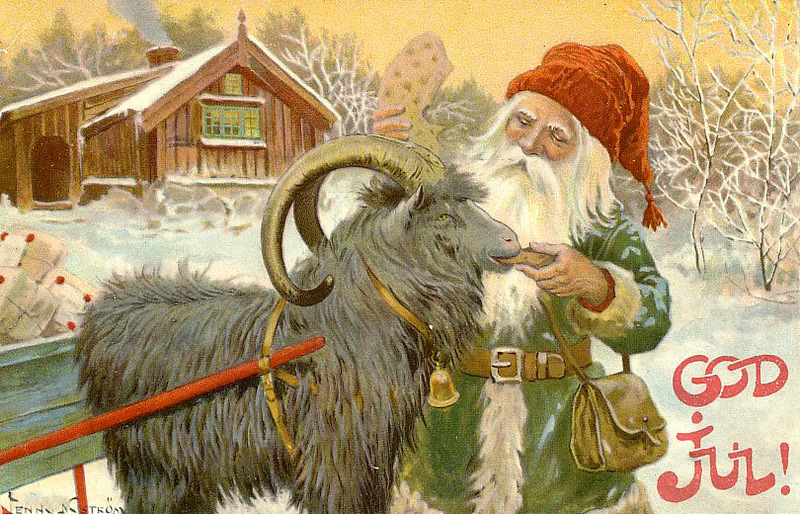
Открытка God Jul XIX века работы Йенни Нюстрём